# جمرود
جمرود (به انگلیسی: Jamrud) یک شهرک در پاکستان است که در خیبر، پاکستان واقع شده‌است. جمرود ۴۶۱ متر بالاتر از سطح دریا واقع شده‌است. در سرشماری سال ۱۹۰۱، کل جمعیت جمرود ۱۸۴۸ بود.
جمرود در مناطق قبیله‌ای فدرال گنجانده شده‌است. جمرود از طریق جاده و راه‌آهن به پیشاور و بقیه کشور وصل می‌شود و به نوبه خود محل اتصال لندی کوتل با پیشاور و سایر کشور است. لندی کوتل در مرز پاکستان و افغانستان واقع شده‌است. دره جمرود که در منتهی‌الیه خیبر و بین آسیای جنوبی و آسیای میانه واقع شده‌است به عنوان گذرگاه تجاری استفاده می‌شود. از این نظر اهمیت نظامی این منطقه و شهرک نیز بالاست.
جمرود از سطح دریا ۱۵۱۲ ارتفاع دارد و در حدود ۱۷ کیلومتری غرب پیشاور واقع شده‌است.

## تاریخ
حدود ۱۱۰ مکان باستان‌شناسی در منطقه جمرود کشف شده‌است که دیرینگی برخی از آنها ۳۰ هزار سال گزارش شده‌است.
در زمان حکومت انگلیس، جمرود و حومه آن از پایگاه‌های مهم نظامی بود و مراکز و اردوگاه‌های سپاه انگلیس در آن تأسیس شده بود. در طول عملیات نظامی سال ۱۸۷۸، اهمیت نظامی جمرود هنگامی افزایش یافت که ارتش انگلیس مراکز خود را در افغانستان تأسیس کرد و سپس در جمرود اردوگاه‌های پشتیبانی تشکیل داد.
محمد علی کلی، مشت‌زن معروف، از این منطقه بازدید کرده‌است.